# Moše Mandelbaum
Moše Mandelbaum (hebrejsky: משה מנדלבאום, narozen roku 1933 – 2020) byl izraelský ekonom a bývalý guvernér izraelské centrální banky.

## Biografie
Narodil se v Jeruzalémě. Studoval na Hebrejské univerzitě a na Vanderbilt University. Zastával vedoucí posty na ministerstvu průmyslu a obchodu a byl místopředsedou Industrial Development Bank of Israel. Od září 1981 byl viceguvernérem izraelské centrální banky, jejímž guvernérem pak v letech 1982-1986 byl. Při jeho funkčním období vypukla v Izraeli krize bankovního kapitálu, která vedla k obrovské devalvaci
šekelu. Moše Mandelbaum rezignoval na funkci guvernéra centrální banky na základě závěrů Beiskyho komise.